# لوس أنجلوس دودجرز
لوس أنجلوس دودجرز هو فريق كرة قاعدة أمريكي أٌسس عام 1884. يلعب الفريق في دوري كرة القاعدة الرئيسي.